# Mackov

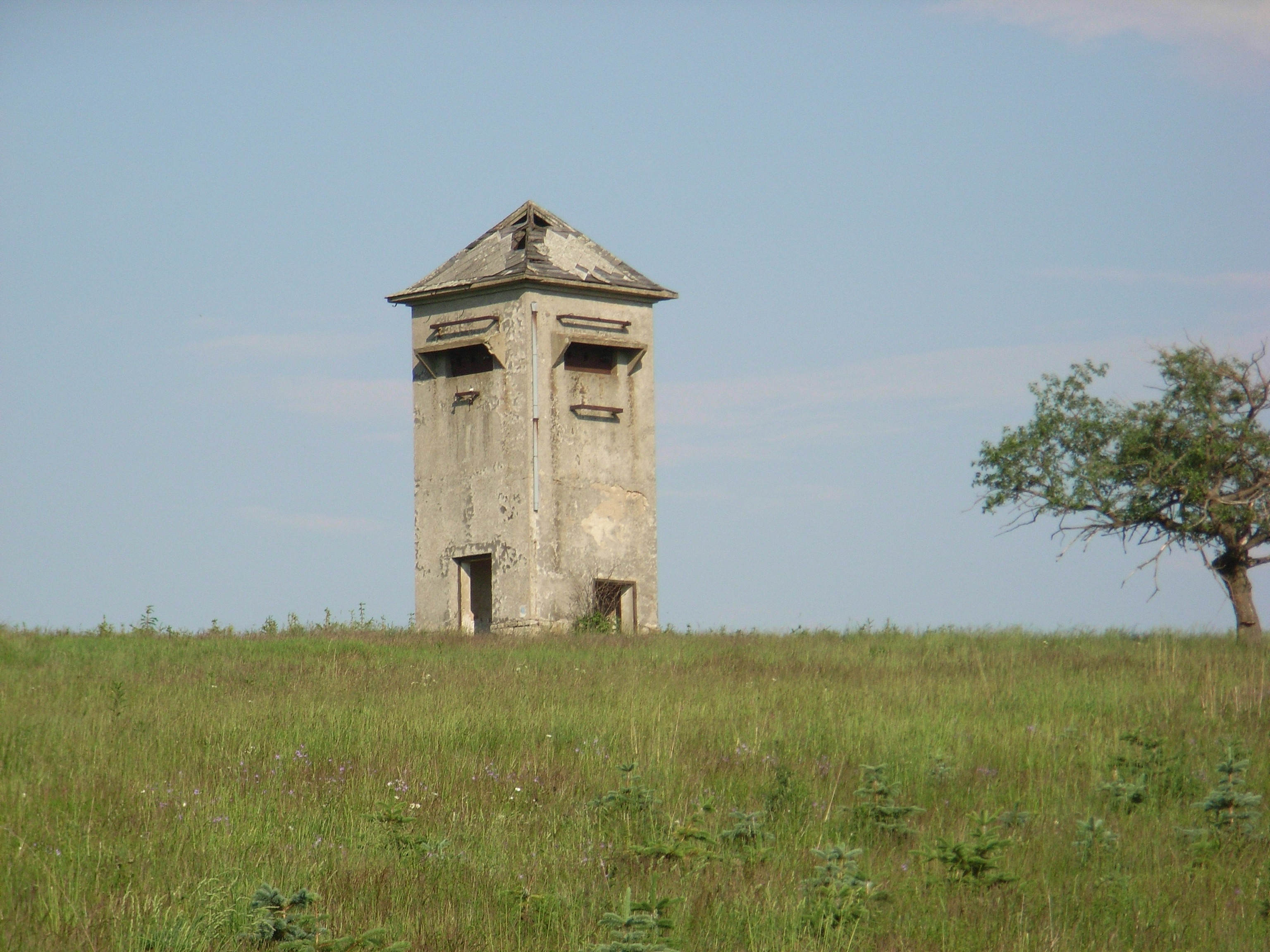
Ruine des Trafoturmes östlich von Mackov

Mackov (deutsch Motzdorf bzw. Matzdorf, auch Keil) ist eine Wüstung auf dem Kamm des Osterzgebirges im Okres Teplice, Tschechien. Das Kataster Mackov mit einer Fläche von 540,5528 ha gehört heute zur Stadt Osek.

## Geographie
Mackov befand sich in 818 Metern Höhe am Oberlauf des Baches Mackovský potok (Motzdorfer Bach). Der Ort lag an der Kreuzung der Straßen zwischen Fláje und Oldříš sowie zwischen Vilejšov und dem Žebrácký roh.
Nachbarorte waren Pastviny im Norden, Moldava und Oldříš im Nordosten, Nové Město im Osten, Hrob, Křižanov und Domaslavice im Südosten, Vilejšov im Süden, Fláje im Südwesten, Český Jiřetín im Westen sowie Horní Ves und Žebrácký roh im Nordwesten.

## Geschichte
Die Streusiedlung entstand zum Ende des 18. Jahrhunderts und wurde 1787 erstmals erwähnt. Die Bewohner lebten von Viehzucht, Anbau von Kartoffeln und Kraut sowie der Herstellung von Schindeln. Volkstümlich wurde der Ort Keil genannt.
Im Jahr 1831 bestand Motzdorf aus 52 Häusern mit 321 deutschsprachigen Einwohnern. Im Ort gab es eine Mahlmühle. Pfarrort war Fley. Bis zur Mitte des 19. Jahrhunderts blieb Motzdorf der Herrschaft Dux untertänig.
Nach der Aufhebung der Patrimonialherrschaften bildete Motzdorf einschließlich des Zollhauses Betteleck ab 1850 einen Ortsteil der Gemeinde Fleyh im Leitmeritzer Kreis und Gerichtsbezirk Dux. Ab 1868 gehörte das Dorf zum Bezirk Teplitz und ab 1896 zum Bezirk Dux. Im Jahre 1890 lebten in den 62 Häusern von Motzdorf 305 Personen. 1921 bestand das Dorf aus 59 Häusern, in denen 321 Personen lebten. Seit den 1920er Jahren wurde der Ort amtlich als Matzdorf bezeichnet. Zwischen den Weltkriegen entstanden in Matzdorf ein Naturfreundehaus und ein Luftbad. Der Ort warb als Höhenluftkurort. In Folge des Münchner Abkommens wurde Matzdorf 1938 dem Deutschen Reich zugeschlagen und gehörte bis 1945 zum Landkreis Dux. Nach dem Ende des Krieges kam Matzdorf zur Tschechoslowakei zurück und die deutschböhmische Bevölkerung wurde größtenteils vertrieben. Eine Wiederbesiedlung gelang nicht. Im Jahre 1947 erfolgte die amtliche Umbenennung von Matzdorf in Mackov. In den 1950er Jahren lebten in dem Dorf nur noch die Familien Preissler, Pleiner und Rudolf. Ein Großteil der leerstehenden Häuser war verwüstet und ruiniert. Einige wenige wurden von Tschechen als Ferienhäuser genutzt. Im Zuge des Baus der Trinkwassertalsperre Fláje wurde das durch den Flöhazufluss Mackovský potok im Wassereinzugsgebiet gelegene Dorf 1955 aufgegeben. Mit der Auflösung der Gemeinde Fláje wurde Mackov 1956 der Stadt Osek zugeschlagen. Danach erfolgte der gänzliche Abriss des Dorfes.
Heute sind nur noch vereinzelte Mauerreste am Waldrand zu finden.

## Söhne und Töchter
- Franz Martin Schindler (1847–1922), österreichischer römisch-katholischer Geistlicher und Kirchenrechtler